# Copa da Argentina de Futebol
A Copa Argentina é uma competição oficial de caráter eliminatório do futebol masculino da Argentina, organizado pela Asociación del Fútbol Argentino (AFA). É disputada por clubes pertencentes às cinco maiores divisões do sistema de ligas da Argentina. O vencedor do torneio se classifica para a Supercopa Argentina, além de garantir uma vaga na Copa Libertadores.
As duas primeiras edições do campeonato foram disputadas por equipes que jogavam na Primera División que não ganharam elegibilidade para participar da Copa Libertadores do ano seguinte, e pelos clubes mais bem colocados jogando em ligas regionais. O torneio foi relançado em 2011, com equipes de todas as divisões participando.

## Lista de campeões
| Ed. | Temporada | Campeão                                              | Placar                                               | Vice-campeão                                         | Estádio                                              | Cidade                                               |
| --- | --------- | ---------------------------------------------------- | ---------------------------------------------------- | ---------------------------------------------------- | ---------------------------------------------------- | ---------------------------------------------------- |
| 1   | 1969      | Boca Juniors (1)                                     | 3–1; 0–1                                             | Atlanta                                              | Gasómetro                                            | Buenos Aires                                         |
| 2   | 1970      | Não foi finalizado                                   | Não foi finalizado                                   | Não foi finalizado                                   | Don León Kolbowski                                   | Buenos Aires                                         |
| 3   | 2011–12   | Boca Juniors (2)                                     | 2–1                                                  | Racing                                               | Bicentenario                                         | San Juan                                             |
| 4   | 2012–13   | Arsenal (1)                                          | 3–0                                                  | San Lorenzo                                          | Bicentenario                                         | Catamarca                                            |
| 5   | 2013–14   | Huracán (1)                                          | 0–0 (5–4 p)                                          | Rosario Central                                      | Bicentenario                                         | San Juan                                             |
| 6   | 2014–15   | Boca Juniors (3)                                     | 2–0                                                  | Rosario Central                                      | Mario A. Kempes                                      | Córdova                                              |
| 7   | 2015–16   | River Plate (1)                                      | 4–3                                                  | Rosario Central                                      | Mario A. Kempes                                      | Córdova                                              |
| 8   | 2016–17   | River Plate (2)                                      | 2–1                                                  | Atlético Tucumán                                     | Malvinas Argentinas                                  | Mendoza                                              |
| 9   | 2017–18   | Rosario Central (1)                                  | 1–1 (4–1 p)                                          | Gimnasia y Esgrima (LP)                              | Malvinas Argentinas                                  | Mendoza                                              |
| 10  | 2018–19   | River Plate (3)                                      | 3–0                                                  | Central Córdoba (SdE)                                | Malvinas Argentinas                                  | Mendoza                                              |
| 11  | 2019–20   | Boca Juniors (4)                                     | 0–0 (5–4 p)                                          | Talleres                                             | Madre de Ciudades                                    | Santiago del Estero                                  |
| –   | 2020–21   | Cancelado devido a pandemia de COVID-19 na Argentina | Cancelado devido a pandemia de COVID-19 na Argentina | Cancelado devido a pandemia de COVID-19 na Argentina | Cancelado devido a pandemia de COVID-19 na Argentina | Cancelado devido a pandemia de COVID-19 na Argentina |
| 12  | 2022      | Patronato (1)                                        | 1–0                                                  | Talleres                                             | Malvinas Argentinas                                  | Mendoza                                              |
| 13  | 2023      | Estudiantes (LP) (1)                                 | 1–0                                                  | Defensa y Justicia                                   | Ciudad de Lanús                                      | Lanús                                                |
| 14  | 2024      | Central Córdoba (SdE) (1)                            | 1–0                                                  | Vélez Sarsfield                                      | Estadio 15 de Abril                                  | Santa Fé                                             |

## Títulos por clube
| Clube                   | Títulos | Vices | Temporadas como campeão         | Temporadas como vice-campeão |
| ----------------------- | ------- | ----- | ------------------------------- | ---------------------------- |
| Boca Juniors            | 4       | 0     | 1969, 2011–12, 2014–15, 2019–20 | —                            |
| River Plate             | 3       | 0     | 2015–16, 2016–17, 2018–19       | —                            |
| Rosario Central         | 1       | 3     | 2017–18                         | 2013–14, 2014–15, 2015–16    |
| Central Córdoba (SdE)   | 1       | 1     | 2024                            | 2018–19                      |
| Arsenal                 | 1       | 0     | 2012–13                         | —                            |
| Huracán                 | 1       | 0     | 2013–14                         | —                            |
| Patronato               | 1       | 0     | 2022                            | —                            |
| Estudiantes (LP)        | 1       | 0     | 2023                            | —                            |
| Talleres                | 0       | 2     | —                               | 2019–20, 2022                |
| Atlanta                 | 0       | 1     | —                               | 1969                         |
| Racing                  | 0       | 1     | —                               | 2011–12                      |
| San Lorenzo             | 0       | 1     | —                               | 2012–13                      |
| Atlético Tucumán        | 0       | 1     | —                               | 2016–17                      |
| Gimnasia y Esgrima (LP) | 0       | 1     | —                               | 2017–18                      |
| Defensa y Justicia      | 0       | 1     | —                               | 2023                         |
| Vélez Sarsfield         | 0       | 1     | —                               | 2024                         |

## Outras copas
Além da Copa Argentina, diversas outras copas foram realizadas ao longo dos anos no futebol argentino, tendo sido reconhecidas com caráter oficial pela AFA.